# Ігор Калінаускас
Каліна́ускас Ігор Микола́йович (*7 лютого 1945, Новгород) — театральний режисер, художник, співак і композитор, керівник і один з виконавців вокального дуету "Duo Zikr".

## Молоді роки
Ігор Ніколаєв народився 7 лютого 1945 року у Новгороді. З дитинства мав інтерес до малювання, одна з його акварелей навіть експонувалась на міській виставці. Але доля розпорядилась так, що художником він став лише у досить зрілому віці, так і не отримавши базової художньої освіти. А в молоді роки інтерес до мистецтва привів його до Театрального інституту імені Бориса Щукіна, після закінчення якого Ігор став театральним режисером.

## Театральний режисер
Як театральний режисер він відомий під прізвищем Ігор Ніколаєв. Поставив 68 спектаклів на сценах багатьох міст Радянського Союзу. З 1970 до 1984 працював режисером в Астрахані (Драматичний театр), Орджонікідзе (Академічний російський театр імені Вахтангова), Мінську (Театр ім. М. Горького), Вільнюсі (Російський драматичний театр Литви). Найбільш яскравими його постановками під час роботи у Вільнюсі стали "Арена" за п’єсою Ісаака Фрідберга і "Феномени" за п’єсою Григорія Горіна. Як актор він знявся у двох литовських фільмах-спектаклях: "Сильне почуття" (1981) та "Весілля" (1981).
Будучи режисером, під впливом книги «Режисура як практична психологія» П.М. Єршова Ігор захопився психологією. На його становлення як психолога також вплинуло знайомство з Аркадієм Ровнером, який подарував йому текст «Раджа-йога» Свамі Вівекананди. Захоплення нетрадиційними вченнями, що привели його до суфійських майстрів і їх методик, закрили йому в радянські часи можливість займатися Театром.
В пошуках роботи в 1985 році він переїхав до Києва. Спершу працював в Інституті фізкультури масажистом, мануальником і тренером-психологом. За його методиками тренувався, в том числі, і рекордсмен світу 1984 з стрибків у висоту Рудольф Поварніцин. З 1986 працював в Інституті клінічної радіології на посаді психолога по роботі з ліквідаторами наслідків Чорнобильської катастрофи.
З появою в СРСР перших кооперативів І. Калінаускас повернувся до Вільнюса, де створив кооператив з надання психологічної допомоги. 
В пострадянські часи опублікував більше десяти книг. Найбільш популярні з них, такі як "Наедине с миром", "Жить надо", "Хорошо сидим", "Игры, в которые играет Я" та інші перекладені з російської на англійську, німецьку, литовську, чеську і словацьку мови.

## Співак і композитор
Як співак і композитор виступає під псевдонімом Ігор Сілін (Сіліна – дошлюбне прізвище його матері). У 1989, познайомившись з випускницею Київського театрального інституту імені Карпенка-Карого Ольгою Ткаченко, він згодом (1993 рік) створив з нею унікальний музичний дует Zikr, який став відомим в багатьох країнах світу.

## Художник
В кінці 1990-х Ігор Калінаускас серйозно захопився живописом. Першою його роботою була трьохметрова картина «Чаша» (1997), написана художником у Санкт-Петербурзі. З того часу він створив більше 900 картин. Його роботи представлені більш ніж на 25 виставках в галереях України, Росії, США, Литви, Словаччини та інших країн, знаходяться в приватних колекціях у багатьох країнах світу. Художник творить у своїх майстернях, розташованих у Москві, Києві, Братиславі, на хуторі в Литві. Як художник також відомий під псевдонімом ІНК.
Відомий український арт-критик Костянтин Дорошенко визначає жанр, у якому працює Ігор Калінаускас, як візіонерське мистецтво. 
Литовський філософ і культуролог Альгіс Уждавініс відмічав вплив на творчість Ігоря Миколайовича його захоплення езотерикою: "Багатьом творам І. Калінаускаса властива майже дитяча наївність, характерна для західних примітивістів XX століття, але разом з тим художник вкладає у свої картини особливий філософський сенс, що відображає основні принципи його духовно-естетичної стратегії. У цьому відношенні творчість автора як би спрямовується в русло "езотеричної педагогіки" і стає символом для медитації, зовнішнім поштовхом для осягнення змісту, який ховається під маскою нехитрої зовнішності".
Твори Ігоря Калінаускаса умовно поділяють на три основні групи: портрети, пейзажі та абстракції. Він створив більше 400 портретів, серед яких Майстер, що милується чашею (1998), Портрет Аркадія  (1999), жіночий портрет Просвітлена (2000), Світло виліпило мене з пітьми (2000), Портрет Барбари (2010). Калінаускас зображує людину не як "політичну тварину" (лат. zōon politikon) Арістотеля, а як істоту, що радикально перевищує горизонтальний пласт буття, як медіума, споглядача.
Його пейзажі — це своєрідний міст між його портретами і абстракціями. Гармонія, її перманентний пошук – ось лейтмотив його пейзажної творчості. Серед таких робіт - Турчянська долина (2000), Великодній ранок (2001), Одинокий мандрівник (2002). В той час, як його пейзажі – це "прозріння про можливість іншого, більш гармонійного світу",  його абстрактний цикл вказує "на спроби оголити певні скріпи буття", на пошук тих "художніх і онтологічних першостихій, які здатні об’єднати людину, що випала з початкової всеєдності світу".    
В останніх його роботах домінують абстрактні мотиви (серії «Мандруючі зорі» і «Тайна вечеря»).

### Серія "Мандруючі зорі"
Серія картин Мандруючі зорі була створена в 2005 році і виставлялась в різних країнах світу. Зорі на картинах Калінаускаса уподібнюються людям —  людина, як зірка, що породжує цілий світ. "Зоря від зорі відрізняється в славі", —  говорив Апостол. Здавалося б, можна сказати, що це портрети зірок-янголів (дані через ту ж символіку кольору і вихору), якби не епітет — "мандруючі" і колірна розмаїтість полотен. Ні, це все ж —  портрети людей, точніше навіть — душ людей, їх утроб і сердець." —  відзначає Аліса Ложкіна, головний редактор Art Ukraine.
Художниця і арт-критик Христина Катракіс з приводу його чотирьох картин "The City -  New York" з серії "Мандуючі зорі", які виставлялись у січні 2014 року у знаменитій галереї  "Caelum Galley, Chelea" в Нью-Йорку відмічає: "Можуть заперечити, що пік сучасного "руху тондо" пройшов на початку 60-х і 70-х років у творах таких художників, як Войцех Фангор, його нетантричних дископодібних картинах. Ця тема була пізніше продовжена в серії робіт Лі Ленарт, а деякі художники, такі як Роберт Шаберль, Ганс Герберт Гартвіг, а також Гері Ленг і Трейсі Мелтон як і раніше продовжують працювати у стилі «тондо». Тим не менше, я не розглядаю роботи Ігоря Калінаускаса як пережитки руху 60-х і 70-х років... Навпаки, я розглядаю це як абсолютно нову хвилю "тондо", яке пережило відродження власних основних ідеалів і в даний час процвітає в абсолютно новій сучасній формі вираження".
Ніколас Бергман, один з директорів нью-йоркської галереї Caelum Gallery відзначав: "Лейтмотивом у художника є коло, і він поглиблюється не тільки в його геометричні властивості, але і в його символіку. Кола можуть бути теплими і привабливим, оскільки викликають в уяві жіночі якості, такі як утроба матері або груди, або можуть лякати, коли викликають затемнення Місяця чи Сонця та інші космічні події. Глядачеві представлені захоплюючі неоднозначності як ефект масштабу. Кола можуть проектуватись на мікроскопічний світ або на макроскопічний, вони можуть заповнювати або позитивний або негативний простір. Роботи багаті на кольори і яскраві за живописною манерою."

### «Тайна вечеря» Леонардо да Вінчі: Дух, Тіло, Кров
Особлива тема його творчості — переосмислення знаменитої «Тайної вечері» Леонардо да Вінчі. Над цим художник працює багато років. Перша виставка, присвячена шедевру, була представлена в 2006 році в Музеї науки і техніки Леонардо да Вінчі в Мілані.
Картини цієї серії виставлялись також в інших містах і країнах, зокрема у Братіславі у 2011 році на виставці "INK The Last Supper: Spirit, Flesh, Blood".
Але найбільш повне втілення його бачення знаменитої картини було представлене в київській галереї «Лавра» у масштабному філософському арт-проекті «Минуло 2000 років: обличчя стерлися, світло залишилося» (поліптіх-інсталяція, ремінісценція). У цій інсталяції в серії картин представлено лиця апостолів і Христос в момент біблійської сцени тайної вечері. Але ці картини — лише частина інсталяції, яка включала графічний поліптіх-вівтар і стовпи у формі янголів, що захищають імпровізовану неф. Був великий білий стіл, покликаний "наблизити" біблійну сцену. Крім того, лунала музика дуету «Зікр». Мистецтвознавець, викладач курсу "синтез мистецтв" в Київському художньому інституті, член Національної спілки художників України Алла Ревенко з приводу арт-проекту Ігоря Калінаускаса відзначає: "На початку минулого століття Вагнером почала розроблятися теорія єдності мистецтв. І з того часу багато художників намагались досягнути цієї досконалості, всезагального мистецтва, що поєднує всі види мистецтв… Ігор Калінаускас як режисер, музикант і художник об'єднав всі види мистецтв: музику, живопис, режисуру, скульптуру, спектакль, книгу. Це ... подія значима в культурному житті як України, так і всієї Європи".

### Проект "Ultra Violet Light"
Ultra Violet Light — це спільний проект Ігоря Калінаускаса з франко-американською художницею Ізабель Коллін Дюфрен (відомою під псевдонімом Ультра Вайолет), який включає серію робіт, пов’язаних з образом світла як такого: палаючі сфери світла «мандруючих зірок» і «космічних ембріонів» Калінаускаса і роботи в неоновому світлі та скульптури «IXXI» всесвітньовідомої художниці, музи Сальвадора Далі та Енді Воргола. В основі їх творчого співробітництва лежить концепція світла як життєво важливого елементу, але світло подається у порівнянні його бачення художницею жінкою і бачення художником чоловіком. Разом художники досліджують мову світла, яка використовувалась в багатьох священних текстах, де елемент універсальної істини говорить через світло, в образі світла і через саме світло. Примірюючи цю концепцію до сучасності, художники отримують справжню форму постмодернізму в дії, де наводяться мости між стародавнім і сучасним, священним і мирським, міфом і реальністю, суміш світоглядів, мов, філософій, що зливаються в одне ціле - вибух світла.
Проект Ultraviolet Light був представлений у лютому 2014 в галереї Depardieu Gallery (Ніцца, Франція) і у вересні 2014 в RAR Gallery (Берлін, Німеччина) (міжнародний куратор Христина Катракіс).

### Персональні виставки картин
- 2014 вересень – Берлін, Німеччина. RAR Gallery. Інсталяція «The Last Supper».[35]
- 2014 вересень – Берлін, Німеччина. RAR Gallery. Проект «Ultraviolet Light».[35]
- 2014 лютий – Ніцца, Франція. Depardieu Gallery. «Ultraviolet Light».[37]
- 2014, січень - Нью-Йорк, США. Caelum Galley, Chelea.[18] "The City - New York".
- 2013, вересень–жовтень - Львів, Україна. Галерея Гері Боумена,[38] British Club, "Мандруючі зорі II".[39][40]
- 2012, червень–липень - Київ, Україна. "Eternal Light".  Інсталяція "Тайна вечеря". Галерея "Лавра".[14][41]
- 2012, січень - Лондон, Велика Британія. Інсталяція "Rebirth: dreams and Memories" для "Bond Magazine",[42] Saatchi Gallery.
- 2011, травень – Москва, Росія. Галерея Єлєни Врублєвської.[43] Виставка "Магічний кабінет".[44]
- 2010, серпень – Цюрих, Швейцарія. Виставка "Мандруючі зорі".[17]
- 2008, вересень – Вільнюс, Литва. Галерея "Actus magnus".[45] Виставка "Абстрактна еротика".
- 2006, червень -  Париж, Франція. Chapelle Saint-Louis de la Salpêtrière[fr]. Виставка "Genese: Paroles de la Creation".[46]
- 2006, березень – Мілан, Італія. Національний музей науки і технологій Леонардо да Вінчі[en]. Тайна вечеря: Дух, Тіло, Кров.[25][26][47]
- 2004, грудень – Санкт-Петербург, Росія. Музей Й. Бродського.[48] Містерія часу (Магічний кабінет).
- 2003, січень  - Вільнюс, Литва. Галерея «Stiklo karoliukai».[49] Містерія самотності.
- 1998, серпень - Каунас, Литва. Будинок Перкуна[ru].
- 1998, червень - Санкт-Петербург, Росія. Центр вільного російського сучасного мистецтва[ru].